# Руденко, Андрей Юрьевич
Андре́й Ю́рьевич Руде́нко (род. 24 сентября 1962, Москва) — российский дипломат, заместитель министра иностранных дел Российской Федерации. Чрезвычайный и полномочный посол.

## Биография
В 1985 году окончил МГИМО и начал работать в системе МИД. Владеет английским и китайским языками.
С 2007 по 2011 годы являлся начальником отдела Департамента общеевропейского сотрудничества МИД России.
В период 2011—2016 годов работал заместителем постоянного представителя России при ОБСЕ.
В марте 2016 года был назначен на должность директора Второго департамента стран СНГ МИД России.
С 19 сентября 2019 года занимает пост заместителя министра иностранных дел России.
В 2022 году вошёл в состав российской делегации на переговорах с Украиной, которые проходили в Беларуси.

## Дипломатический ранг
- Чрезвычайный и полномочный посланник 2 класса (15 августа 2013)[5].
- Чрезвычайный и полномочный посланник 1 класса (3 сентября 2018)[6].
- Чрезвычайный и полномочный посол (2 октября 2020)[7].

## Награды
- Орден Почёта (8 июля 2024) — За большой вклад в реализацию внешнеполитического курса Российской Федерации и многолетнюю добросовестную дипломатическую службу[8].
- Орден Дружбы (10 февраля 2020) — За большой вклад в реализацию внешнеполитического курса Российской Федерации и многолетнюю добросовестную дипломатическую службу[9].
- Благодарность президента Российской Федерации (14 июля 2008) — За заслуги в обеспечении внешнеполитического курса Российской Федерации[10].
- Медаль «За вклад в развитие Евразийского экономического союза» (29 мая 2019, Высший совет Евразийского экономического союза)[11].